# Marcia Hines
Marcia Elaine Hines (Boston, 20 luglio 1953) è una cantante, attrice e personaggio televisivo australiana.

## Biografia
All'età di 17 anni, Marcia Hines è entrata a far parte nella produzione australiana di Hair, divenendo ai tempi la persona più giovane in assoluto ad interpretare un ruolo del musical. In seguito ha ottenuto il ruolo di Maria Maddalena nella produzione australiana di Jesus Christ Superstar. Nel luglio 1974 ha firmato un contratto discografico con la Wizard Records: dalla metà alla fine degli anni 70 ha piazzato quattro album e cinque singoli nella top ten della Kent Music Report. Il suo più grande successo, You, è risultato il 78º brano più venduto in Australia nel 1977 e il 28º nel 1978. Hines è diventata la prima cantante australiana ad avere un album certificato disco di platino. Ad inizio anni 80 ha pubblicato tre album e una raccolta delle sue hit, arrivata 2ª nella classifica australiana. Il singolo Your Love Still Brings Me to My Knees ha raggiunto la 10ª posizione in Australia, divenendo la sua sesta top ten, la 6ª posizione nei Paesi Bassi e la 7ª in Belgio. Dal 1984 al 1993 si è allontanata dalle scene musicali, pur esibendosi per il Sydney Gay and Lesbian Mardi Gras 1990, a seguito del quale ha ricevuto una calorosa standing ovation.
A marzo 1994 è partita per la sua prima tournée in sette anni. Ha firmato un nuovo contratto discografico con la Warner Music Group, che ha pubblicato il suo ottavo album Right Here and Now, piazzatosi alla 21ª posizione della ARIA Albums Chart, da cui è stato estratto il singolo Rain (Let the Children Play), arrivato invece 47º. Il disco è stato seguito da Time of Our Lives nel 1999, che ha raggiunto la 17ª posizione in Australia. Dal 2003 al 2009 è stata giudice della versione australiana di Pop Idol, fino alla sua chiusura; nello stesso periodo ha pubblicato tre album, tra cui Discotheque, piazzatosi in 6ª posizione a livello nazionale e certificato disco d'oro nel paese. Nel luglio 2007 è stata introdotta nella ARIA Hall of Fame, mentre due anni dopo è stata nominata membro dell'Ordine dell'Australia. Nel 2010 è uscito Marcia Sings Tapestry e nel 2014 Amazing: sono entrati rispettivamente alla 16ª e alla 27ª posizione della ARIA Albums Chart.

## Discografia

### Album
- 1975 - Marcia Shines
- 1976 - Shining
- 1977 - Ladies and Gentlemen
- 1979 - Ooh Child
- 1981 - Take It from the Boys
- 1982 - Jokers and Queens (con Jon English)
- 1983 - Love Sides
- 1994 - Right Here and Now
- 1999 - Time of Our Lives
- 2004 - Hinesight
- 2006 - Discotheque
- 2007 - Life
- 2010 - Marcia Sings Tapestry
- 2014 - Amazing

### Raccolte
- 1981 - Greatest Hits
- 1982 - Greatest Hits Volume 2
- 1983 - With All My Love
- 1984 - Marcia Hines Collection
- 1985 - Complete Marcia Hines 1975–1984
- 2000 - Queen of Pop
- 2001 - Diva
- 2004 - Marcia Sings Tapestry
- 2007 - The Essential Marcia Hines

### Album dal vivo
- 1978 - Marcia Hines Live Across Australia

### Singoli
- 1975 - Fire and Rain
- 1975 - From the Inside / Jumpin' Jack Flash
- 1976 - Trilogy / I Just Don't Know What to Do with Myself
- 1976 - Ooh Child
- 1976 - Don't Let the Grass Grow / You Gotta Let Go
- 1976 - Shining / In a Mellow Mood
- 1976 - (Until) Your Love Broke Through / Whatever Goes Around
- 1977 - What I Did for Love / A Love Story
- 1977 - You / In a Mellow Mood
- 1978 - Music Is My Life / Empty
- 1978 - Imagination / Shining
- 1978 - Let the Music Play / Empty
- 1979 - Something's Missing (In My Life) / Moments
- 1979 - Where Did We Go Wrong? / Dance Fool, Dance
- 1980 - Save The Last Dance For Me / Moment (feat. Monalisa e Terry Young)
- 1980 - Ooh Child / Dance Fool Dance (feat. Monalisa e Terry Young)
- 1981 - Your Love Still Brings Me to My Knees
- 1981 - What a Bitch Is Love / It Don't Take Much
- 1981 - Many Rivers to Cross / I Like It With You
- 1982 - Take it From the Boys / Taking It All In Stride
- 1982 - Jokers & Queens (con Jon English)
- 1982 - Love Side / The Best Of Me
- 1983 - Heart Like a Radio
- 1983 - Shadow in the Night
- 1983 - Baby Blue / Lavender Mountain
- 1988 - The Lord's Prayer /Ring Out the Bells
- 1994 - Rain (Let the Children Play)
- 1994 - Give It All You Got
- 1998 - What a Feeling
- 1999 - Makin' My Way
- 1999 - Time of Our Lives
- 2000 - Woo Me
- 2000 - Rise
- 2001 - (I've Got To) Believe
- 2003 - To Love Somebody (con Brian Cadd, Max Merritt e Doug Parkinson)
- 2004 - Ain't Nobody
- 2006 - Stomp! (feat. Deni Hines)
- 2007 - I'm Coming Out
- 2014 - Amazing
- 2014 - Remedy (con Russell Crowe)
- 2014 - Heartache (con Titanium)